# منتخب سريلانكا لكرة القدم للسيدات
منتخب سريلانكا الوطني لكرة القدم للسيدات هو ممثل سريلانكا الرسمي في المنافسات الدولية في كرة القدم للسيدات.

## وصلات خارجية
- الموقع الرسمي